# Hans Peter Hallwachs

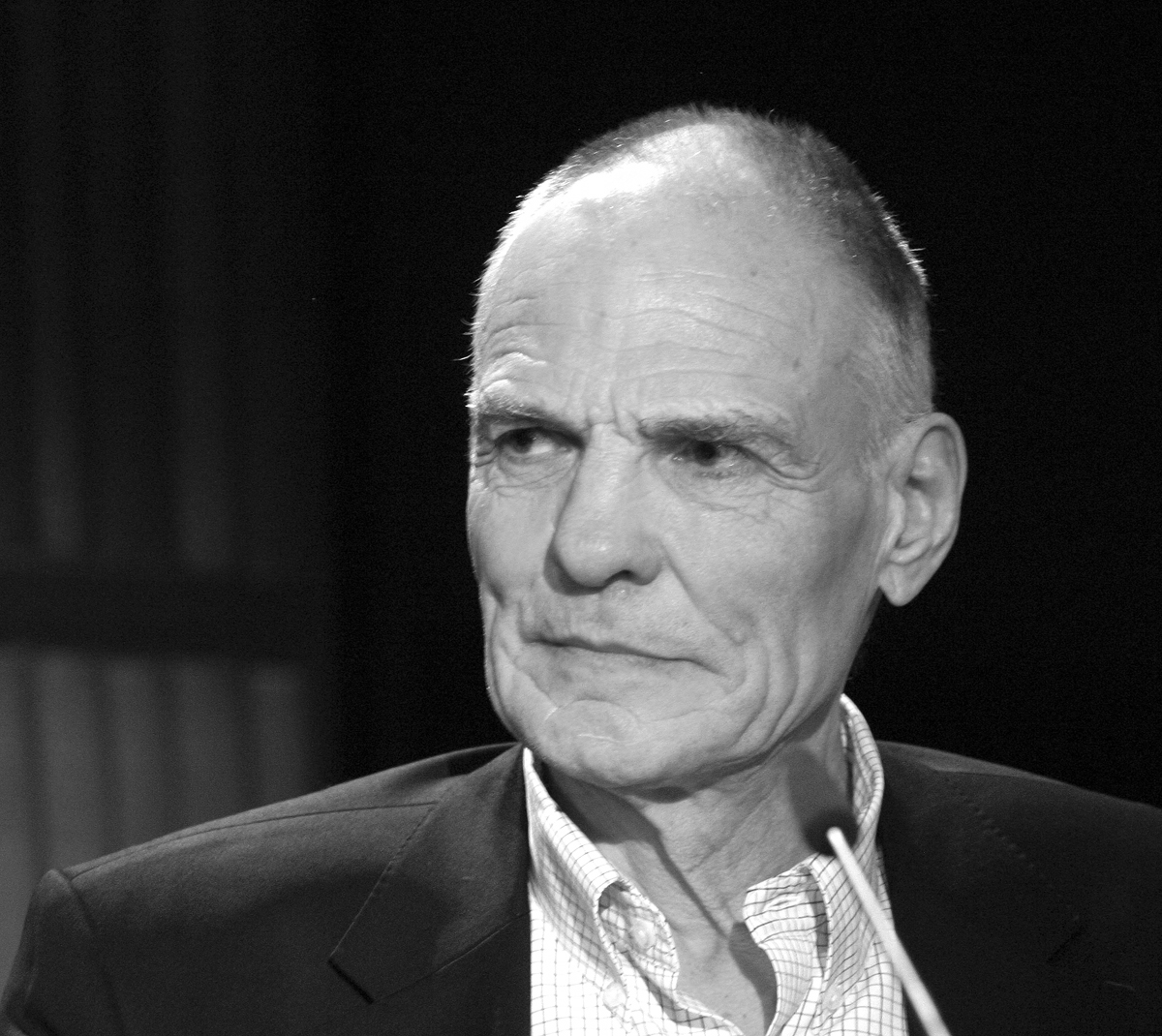
Hans Peter Hallwachs, 2008

Hans Peter Hallwachs (* 10. Juli 1938 in Jüterbog; † 16. Dezember 2022 in Berlin) war ein deutscher Film- und Theaterschauspieler, Synchron- und Hörspielsprecher. Sein filmisches Schaffen zwischen 1966 und 2020 umfasst über 200 Film- und Fernsehproduktionen, er galt lange als einer der gefragtesten Charakterdarsteller im deutschen Fernsehen.

## Leben
Hans Peter Hallwachs, Sohn eines Tierarztes, besuchte nach dem Abitur in Plön und einem abgebrochenen Jura-Studium von 1959 bis 1961 die Schauspielschule „Der Kreis“ (Fritz-Kirchhoff-Schule) in Berlin. Sein Bühnendebüt gab er als Pater in Max Frischs Andorra. Es folgten Engagements unter anderem am Theater am Goetheplatz in Bremen, in Stuttgart, an den Münchner Kammerspielen, am Bayerischen Staatsschauspiel, am Thalia-Theater Hamburg, bei den Salzburger Festspielen sowie am Schauspielhaus Graz.
Seit Ende der 1960er Jahre machte er sich zudem einen Namen als profilierter Charakterdarsteller in Film und Fernsehen. Hallwachs spielte u. a. in Volker Schlöndorffs Drama Mord und Totschlag (mit der Rolling-Stones-Muse Anita Pallenberg), in Der Stoff aus dem die Träume sind (nach Johannes Mario Simmel), in der Erich-Kästner-Verfilmung Fabian (in der Titelrolle), in Hans-Christoph Blumenbergs Drama Der Sommer des Samurai, im Ost-West-Drama Vaterland (mit Gerulf Pannach), in Bernhard Sinkels Mehrteiler Hemingway (mit Stacy Keach in der Titelrolle), in Margarethe von Trottas Kriegsdrama Rosenstraße, in Peter Schamonis Porträt Caspar David Friedrich – Grenzen der Zeit und in Komödien wie Didi auf vollen Touren, Otto – Der Außerfriesische und (T)Raumschiff Surprise – Periode 1.

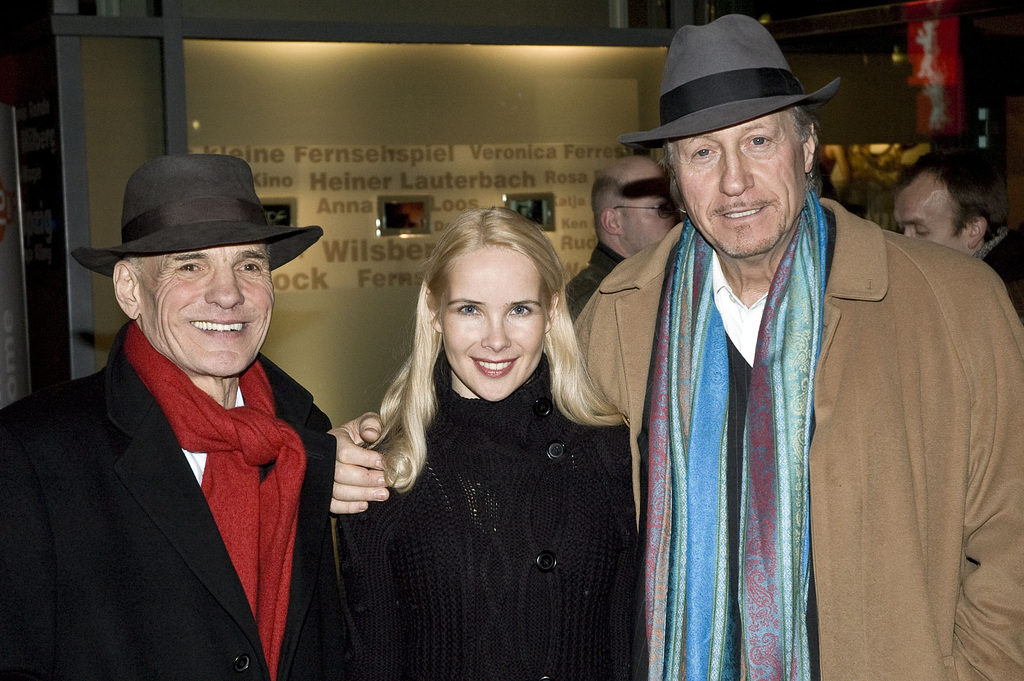
Hans Peter Hallwachs, Sylvia Leifheit und Reiner Schöne (von links nach rechts) auf der Berlinale 2008

Außerdem gab er zahlreiche Gastauftritte in Fernsehserien und -reihen wie Derrick, Tatort, Der große Bellheim, Medicopter 117 – Jedes Leben zählt, Wolffs Revier, Edel & Starck, Im Namen des Gesetzes und Der Alte. Wiederkehrende Rollen spielte er in den Krimiserien Der Bulle von Tölz (als Polizeichef Matern), Der Mann ohne Schatten (als Ikarus, Auftraggeber von Fällen) und Mord mit Aussicht (als Dr. Hannes Haas, Vater der Hauptfigur).
Darüber hinaus wirkte Hallwachs bei zahlreichen Hörspielproduktionen mit. Im Jahr 1973 sprach er eine der beiden Hauptrollen in dem weltweit ersten 3D-Kunstkopfhörspiel Demolition. Weitere Hörspielrollen waren der Privatdetektiv John Dalmas in den Raymond-Chandler-Hörspielen Bay City Blues (SWF 1986) und Die Tote im See (SWF 1983), Kaiser Augustus in Jostein Gaarders Weihnachtsgeheimnis (MDR/WDR 1999), der skrupellose Geschäftsmann Tørk Hviid in Fräulein Smillas Gespür für Schnee (NDR 1995), einer der Erzähler in Walter Adlers aufwendig inszenierter Adaption von Tad Williams’ Otherland (HR 2004 bis 2005), Sartorius in Stanisław Lems Solaris (MDR 2006) und Aragorn in Bernd Laus Hörspiel-Adaption Der Herr der Ringe (1991). Außerdem synchronisierte Hallwachs unter anderem Alan Rickman (Quigley, der Australier) und Paul Shenar (Scarface) und las die deutschsprachige Hörbuchversion von Paul Austers Moon Palace (Mond über Manhattan, 2001).
Bei den Burgfestspielen Jagsthausen spielte er 1991 die Rolle des Götz von Berlichingen in Goethes gleichnamigem Drama. Am Schauspielhaus Graz übernahm Hallwachs 2011 die Rolle des Albert Einstein in der Uraufführung von Geister in Princeton, einem Theaterstück von Daniel Kehlmann. Bei den Salzburger Festspielen spielte er von 2013 bis 2016 in der Inszenierung von Hugo von Hofmannsthals Jedermann den Glauben.
Hans Peter Hallwachs starb am 16. Dezember 2022 im Alter von 84 Jahren in Berlin.

## Filmografie
- 1967: Mord und Totschlag
- 1968: Tamara
- 1970: Drüben bei Lehmanns (Fernsehserie, 1 Folge)
- 1970: Die seltsamen Methoden des Franz Josef Wanninger (Fernsehserie, 1 Folge)
- 1970: Ohrfeigen
- 1970–2018: Tatort (Fernsehreihe)
  - 1970: Taxi nach Leipzig
  - 1977: Das stille Geschäft
  - 1984: Freiwild
  - 1987: Eine Million Mäuse
  - 1988: Salü Palu
  - 1992: Verspekuliert
  - 1992: Camerone
  - 1996: Der Phoenix-Deal
  - 2001: Tod vor Scharhörn
  - 2001: Havarie
  - 2001:  Totenmesse
  - 2009: Schiffe versenken
  - 2013: Borowski und der brennende Mann
  - 2013: Scheinwelten
  - 2016: Taxi nach Leipzig
  - 2018: Anne und der Tod
- 1972: Der Stoff aus dem die Träume sind
- 1974: Ein ganz perfektes Ehepaar
- 1974: Die großen Detektive (Fernsehserie, 1 Folge)
- 1976: Unter einem Dach (Fernsehserie, 1 Folge)
- 1977: Halbe-Halbe
- 1980: Fabian
- 1981: Nach Mitternacht
- 1982: Ich bin dein Killer
- 1983: Am Ufer der Dämmerung
- 1984: Morgen Schon (Fernsehserie)
- 1986–1997: Derrick (Fernsehserie, verschiedene Rollen, 8 Folgen)
- 1986: Der Sommer des Samurai
- 1986: Die Stunde des Léon Bisquet
- 1986: Vaterland (Fatherland)
- 1986: Das Go! Projekt
- 1986: Caspar David Friedrich – Grenzen der Zeit
- 1986: Didi auf vollen Touren
- 1988: Hemingway (Fernsehvierteiler)
- 1989: Otto – Der Außerfriesische
- 1989: Eine unheimliche Karriere
- 1989: Machtspiele
- 1989–2007: Der Alte
  - 1989: Ein Tag der Angst
  - 1991: Das Puzzle
  - 1992: Aber mich betrügt man nicht
  - 1993: Das Ende einer Ermittlung
  - 1996: Der Lebensretter
  - 1999: Im Angesicht des Todes
  - 2002: Fahrlässige Tötung
  - 2003: Das Testament des Doktor Z.
  - 2004: Ein tödliches Drama
  - 2005: Der Nachruf
  - 2006: Verlorene Kinder
  - 2007: Jakob
- 1990: Die Richterin
- 1990, 1993: Ein Fall für zwei (Fernsehserie, verschiedene Rollen, 2 Folgen)
- 1990: Nie im Leben
- 1991: Reise ohne Wiederkehr
- 1991: Ende der Unschuld
- 1991: Der Mann nebenan
- 1993: Der große Bellheim (Fernsehvierteiler)
- 1993: Wehner – die unerzählte Geschichte
- 1994: Rotwang muß weg!
- 1994: Glückliche Reise – Hongkong (Fernsehreihe)
- 1995: Glückliche Reise – Phuket (Fernsehreihe)
- 1996–1998: Der Bulle von Tölz (Fernsehserie, 6 Folgen)
- 1996: Der Mann ohne Schatten (Fernsehserie, 15 Folgen)
- 1996: Atemlos durch die Nacht
- 1998: Der Clown (Fernsehserie, 2 Folgen)
- 1998: Natalie III – Babystrich online
- 1998–2000: Medicopter 117 – Jedes Leben zählt (Fernsehserie, 2 Folgen)
- 1999–2005: Siska (Fernsehserie, 7 Folgen)
- 1999: Mit fünfzig küssen Männer anders (Fernsehfilm)
- 1999: Nichts als die Wahrheit
- 1999: Ein starkes Team – Der letzte Kampf (Fernsehreihe)
- 2000: Geisterjäger John Sinclair (Fernsehserie, 2 Folgen)
- 2000: Schliemann – Die Leidenschaft seines Lebens (La passion Schliemann) (Fernsehfilm)
- 2001: So weit die Füße tragen
- 2002: Edel & Starck (Episode Der Mantel des Schweigens)
- 2003: Die Stunde der Offiziere
- 2003: Rosenstraße
- 2003: Tage des Sturms
- 2003: Der Ärgermacher
- 2003: Ein starkes Team – Blutsbande
- 2003, 2011: Die Rosenheim-Cops (Fernsehserie, verschiedene Rollen, 2 Folgen)
- 2004–2005: Forsthaus Falkenau (Fernsehserie, 3 Folgen)
- 2004: (T)Raumschiff Surprise – Periode 1
- 2004: Das Duo – Bauernopfer
- 2005: Nachtasyl (Theaterfilm von Hardi Sturm)
- 2006: Der Tote am Strand
- 2006: Am Ende des Schweigens (Fernsehfilm)
- 2007: Noch ein Wort und ich heirate dich!
- 2008–2010: Ihr Auftrag, Pater Castell (Fernsehserie, 14 Folgen)
- 2008–2014: Mord mit Aussicht (Fernsehserie, 19 Folgen)
- 2008: U-900
- 2008: Der Baader Meinhof Komplex
- 2009: So ein Schlamassel
- 2010: Liebe und andere Delikatessen
- 2010: SOKO Leipzig (Fernsehserie, Folge Die Hand Gottes)
- 2010, 2012: SOKO Wismar (Fernsehserie, verschiedene Rollen, 2 Folgen)
- 2011: Heiter bis tödlich: Hubert und Staller (Fernsehserie, Folge Brautjungfer über Bord)
- 2011: Die Dienstagsfrauen … auf dem Jakobsweg zur wahren Freundschaft
- 2012: Die letzte Spur (Fernsehserie, Folge Terrorist)
- 2013: Heiter bis tödlich: Morden im Norden (Fernsehserie, Folge Tödliche Umleitung)
- 2013: Seegrund. Ein Kluftingerkrimi
- 2014: Zwischen den Zeiten
- 2014: SOKO Köln (Fernsehserie, Folge Falschgeld)
- 2015: Das goldene Ufer
- 2016: Donna Leon – Das goldene Ei (Fernsehreihe)
- 2016: Die Einsiedler
- 2017: Die Lebenden und die Toten – Ein Taunuskrimi (Fernsehreihe)
- 2017: Kommissar Marthaler – Die Sterntaler-Verschwörung (Fernsehreihe)
- 2020: Letzte Spur Berlin (Fernsehserie, Folge Blutsbande)

## Theater
- 1993: William Shakespeare: Coriolan (Titus Lartius) – Regie: Deborah Warner (Salzburger Festspiele – Felsenreitschule)

## Hörspiele
- 1969: Edward Boyd: Fünf Finger machen eine Hand – Regie: Heiner Schmidt (Kriminalhörspiel – SWF)
- 1972: Edward Boyd: Schwarz wird stets gemalt der Teufel – Regie: Heiner Schmidt (Kriminalhörspiel – SWF)
- 1973: Alfred Bester: Demolition – Regie: Ulrich Gerhardt, Klaus Krüger, Hans-Ulrich Minke, Friedrich Scholz, Ursula Starck (Hörspiel – RIAS, BR, WDR)
- 1978: Robert Matejka: Hemingway in Pamplona – Regie: Robert Matejka (Hörspiel – RIAS)
- 1978: Karel Čapek: R.U.R – Rossum’s Universal Robots – Regie: Heiner Schmidt (Hörspiel – Bayerischer Rundfunk / RIAS)
- 1983: Raymond Chandler: Die Tote im See – Regie: Hermann Naber (Kriminalhörspiel – SWF)
- 1985: Janwillem van de Wetering: Der Commissaris geht in Kur – Regie: Peter Michel Ladiges (Kriminalhörspiel – SWF/SFB)
- 1986: Raymond Chandler: Bay City Blues – Regie: Hermann Naber (Kriminalhörspiel – SWF)
- 1986: Raymond Chandler: Mord im Regen – Regie: Hermann Naber (Kriminalhörspiel – SWF/NDR)
- 1988: Raymond Chandler: Der Mann, der Hunde liebte – Regie: Hermann Naber (Kriminalhörspiel – SWF)
- 1991: J. R. R. Tolkien: Der Herr der Ringe – Regie: Bernd Lau (Hörspiel – SWF/WDR)
- 1993: Tankred Dorst: Merlin oder das wüste Land (König Artus) – Regie: Walter Adler (Hörspiel – MDR)
- 1994: Peter Mohr: Zur letzten Instanz (Dr. Wenzel) – Regie: Holger Rink (Hörspiel – ORB)
- 1995: Konrad Hansen: Der Jäger (Hr. Sperber) – Regie: Otto Düben (Kriminalhörspiel – WDR, ORB)
- 1996: Raymond Chandler: Zu raffinierter Mord – Regie: Hermann Naber (Kriminalhörspiel – SWF)
- 1998: Paul Barz: Bombenrolle (Autor) – Regie: Klaus-Dieter Pittrich (Hörspiel – WDR)
- 1999: Volker Braun: Die Geschichte von den vier Werkzeugmachern (Chef) – Regie: Jörg Jannings (Hörspiel – SFB/ORB/DLF)
- 2000: Gilbert Adair: Blindband – Regie: Angeli Backhausen (WDR)
- 2002: Dirk Schmidt: Ins Herz der Nacht – Regie: Thomas Leutzbach (Science-Fiction-Kriminalhörspiel – WDR)
- 2002: Samuel Shem: House of God (Leggo) – Regie: Norbert Schaeffer (Hörspiel – MDR)
- 2003: Jean-Claude Izzo: Chourmo – Regie: Ulrich Gerhardt (Kriminalhörspiel – DLR Berlin)
- 2003: William Wharton: Birdy – Regie: Norbert Schaeffer (Hörspiel – DLR Berlin)[5]
- 2004: Philip Lewis: Ein Palimpsest – Regie: Ulrike Brinkmann (Hörspiel – DLR Berlin)
- 2004: Carl Djerassi : Ego – Regie : Annette Kurth (Hörspiel – WDR)
- 2004/2005: Tad Williams: Otherland als Erzähler (Erzählstrang Paul Jonas) (Hörspiel HR)
- 2006: Tom Peuckert: Der fünf Minuten Klassiker – Regie: Beate Rosch (Hörspiel (Teil 4, 8 und 9) – RBB)
- 2006: Friedrich Christian Delius: Die Minute mit Paul McCartney – Regie: Christiane Ohaus (Hörspiel – RB/WDR)
- 2006: Ludwig Fels: Hello, I’m Glen Sherley – Regie: Christiane Ohaus (Hörspiel – RB)
- 2008: James Graham Ballard: Karneval der Alligatoren – Bearbeitung/Regie: Oliver Sturm (Hörspiel – NDR)
- 2010–2020: Dirk Schmidt: Radio-Tatort (Dienststellenleiter Vorderbäumen) – Regie: Claudia Johanna Leist (Kriminalhörspiel – WDR)
  - 2010: Task Force Hamm
  - 2012: Noch nicht mal Mord
  - 2012: Baginsky
  - 2013: Kontermann
  - 2013: Currykill
  - 2014: Malina
  - 2014: Calibra oder die Geißel Gottes
  - 2015: Exit
  - 2016: Dead Link
  - 2016: Alt ist kalt
  - 2017: Ausgelöst
  - 2018: Paradise City
  - 2018: Ronsdorf
  - 2019: Cascabel
  - 2020: Deutschland hat keine Pferde mehr
- 2013: Francis Iles: Verdacht (Nach dem Roman „Before the Fact“) – Übersetzung, Bearbeitung und Regie: Regine Ahrem (RBB)
- 2013: Lothar Trolle: Judith – Regie: Walter Adler (Hörspiel – DLF/HR)
- 2014: Andres Veiel: Das Himbeerreich – Regie: Ulrich Lampen (Hörspiel – RBB/HR)
- 2015: Oliver Sturm: King of Kings – Regie: Oliver Sturm (Hörspiel – HR)

## Hörbücher
- 2007: Bernhard Hennen: Elfenwinter, Dhv der Hörverlag; Auflage: Gekürzte Lesung, ISBN 978-3-86717-080-2.
- 2007: Bernhard Hennen: Elfenlicht, Dhv der Hörverlag; Auflage: Gekürzte Lesung, ISBN 978-3-86717-094-9.
- 2007: Bernhard Hennen: Elfenritter 1. Die Ordensburg, Dhv der Hörverlag; Auflage: Gekürzte Lesung, ISBN 978-3-86717-173-1.
- 2008: Bernhard Hennen: Die Elfen Dhv der Hörverlag; Auflage: Gekürzte Lesung, ISBN 978-3-89940-973-4.
- 2008: Bernhard Hennen: Elfenritter 2. Die Albenmark, Dhv der Hörverlag; Auflage: Gekürzte Lesung, ISBN 978-3-86717-184-7.
- 2009: Bernhard Hennen: Elfenkönigin, Dhv der Hörverlag; Auflage: Gekürzte Lesung, ISBN 978-3-86717-170-0.
- 2009: Bernhard Hennen: Elfenritter 3. Das Fjordland, Dhv der Hörverlag; Auflage: Gekürzte Lesung, ISBN 978-3-86717-462-6.
- 2011: Bernhard Hennen: Drachenelfen, Wilhelm Heyne Verlag; Auflage: Gekürzte Lesung, ISBN 978-3-8371-1008-1.